# Hear It Is
Hear It Is es el álbum debut de la banda de rock estadounidense The Flaming Lips, lanzado a través de Restless Records en 1986. Es el debut de Wayne Coyne como vocalista, después de la marcha de su hermano Mark.
Se incluye en el primer disco del recopilatorio Finally the Punk Rockers Are Taking Acid desde la pista 6 hasta la 15. En esta versión se omite el tema "Summertime Blues".

## Lista de canciones
| N.º | Título                                | Duración |  |
| 1.  | «With You»                            | 3:39     |  |
| 2.  | «Unplugged»                           | 2:14     |  |
| 3.  | «Trains, Brains & Rain»               | 3:39     |  |
| 4.  | «Jesus Shootin' Heroin»               | 7:21     |  |
| 5.  | «Just Like Before»                    | 3:22     |  |
| 6.  | «She Is Death»                        | 4:04     |  |
| 7.  | «Charlie Manson Blues»                | 4:22     |  |
| 8.  | «Man from Pakistan»                   | 3:59     |  |
| 9.  | «Godzilla Flick»                      | 4:05     |  |
| 10. | «Staring at Sound/With You (Reprise)» | 5:08     |  |

| Pistas adicionales |                                                                  |          |  |
| N.º                | Título                                                           | Duración |  |
| 11.                | «Summertime Blues» (On some editions)                            |          |  |
| 12.                | «Bag Full of Thoughts» (On "Pink Dust" edition)                  | 5:38     |  |
| 13.                | «Out for a Walk» (On "Pink Dust" edition)                        | 3:20     |  |
| 14.                | «Garden of Eyes/Forever Is a Long Time» (On "Pink Dust" edition) | 5:27     |  |
| 15.                | «Scratching the Door» (On "Pink Dust" edition)                   | 7:09     |  |
| 16.                | «My Own Planet» (On "Pink Dust" edition)                         | 4:12     |  |